# アダム&アダム
『アダム&アダム』（原題：The Adam Project）は、2022年のアメリカ合衆国のSF映画。『フリー・ガイ』で主演したライアン・レイノルズとショーン・レヴィ監督がタッグを組んだ。Netflixより2022年3月11日から全世界同時配信開始。

## あらすじ
ディストピア時代の2050年、戦闘機パイロットのアダム・リードは、妻ローラ・シェーンを救うため、タイムジェットを盗んで2018年に脱出する。その過程で怪我を負い、2022年に不時着する。その後、物語は2022年の12歳のアダムに移り、その1年前に父ルイを亡くしていることが描写される。彼は学校でいじめられ、学校で喧嘩をして停学になり、母エリーとも距離を置いている。ある夜、一人で家にいた彼は、怪我をした未来のアダムを見つける。若いアダムは見知らぬ男を信用しようとしないが、未来のアダムはうっかり若いアダムと飼い犬のホーキングの名前を口にする。やがて若いアダムは、目の前にいる見知らぬ男が未来の自分であることに気づく。
怪我をしているため安全装置により飛行できないため、アダムは若いアダムを連れてきて、彼のDNAを使ってジェット機に乗り込まなければならなかった。やがてふたりはディストピア世界のリーダー、マヤ・ソリアンとその助手クリストスに襲われるが、死を偽装して未知の場所でオフグリッドで過ごしていたローラに救われる。襲撃を生き延び、情報を交換したローラとアダムスは、ルイス・リードによるタイムトラベルの発明とその後の死後、ソリアンがその発見を独占していたことに気づく。2018年を訪れたローラは、ソリアンが将来の富と権力を確保するために、頻繁に過去の自分に会いに来て助言していることを知る。自分の秘密を守るため、ソリアンはローラの死を命じる。ローラは暗殺を免れたものの、タイムジェットを破壊され、過去に取り残された。突然のソリアンの襲撃を受けたローラは、二人のアダムスが2018年に脱出するまでの間、その襲撃を食い止める。
2018年、アダムズは自分の父であるルイス・リードに会い、彼の助けを求めようとするが、父親は時間の流れへの影響を懸念し、一切の援助を拒否する。その夜、ソリアンは過去の自分に会い、アダムについて警告をする。一方、アダムス夫妻はモーテルで父親に対する共通の思いを打ち明ける。翌日、二人はタイムトラベルマシンを破壊するために旅立つ。ソリアン・テクノロジーズに到着した二人は、ソリアンの兵士に襲われるが、心を入れ替えたルイスに助けられ、案内することに同意する。ルイは、マシンを破壊しない限りソリアンがプロセスを制御するためのすべての数学と制約と彼のアルゴリズムを持っているとして、タイムトラベルを破壊しないことが明らかになった。一方、2050ソリアンは、若いアダムを捕獲する。
ルイと2050年のアダムはアルゴリズムの入ったハードドライブを取り出すが、そこに両ソリアンが到着し、ルイにアルゴリズムを明け渡すよう強要するテコとして2022年のアダムを脅す。2022年アダムはソリアンの銃を押し退けて脱出するが、誤射により電磁場を抑制するシールが破損し、電磁場が無限の値まで増大してしまう。アダムと父もできる限り止めようとするが、ソリアンはルイを殺すと脅す。アダムは彼女の弾丸が徹甲弾であることを警告するが、ルイは断固として譲らない。仕方なくソリアンはルイを撃つが、弾道は電磁場によって変化し、代わりに2018年のソリアンに命中、彼女を殺し、年上のソリアンを存在から消し去る。
リードはかろうじて施設の崩壊を逃れて家にたどり着き、アダムたちがそれぞれの時代に戻る前にキャッチボールをすることで和解する。2022年、若き日のアダムは、停学処分がなかった新しい時間軸に生き、怒りを捨て、「エコー」を通じて母を抱きしめている。未来のある日、学生時代のアダムは、飛行訓練の講義中にローラと出会い、彼女がキャンパス内の間違った建物に入ったことに気づく。アダムは、時間があるからとローラを建物まで送ると言い、二人は一緒に出発する。

## キャスト
アダム・リード
演 - ライアン・レイノルズ、日本語吹替 - 加瀬康之
2050年のアダム。空軍大尉
マグシルの使い手
子どもの頃のアダム
演 - ウォーカー・スコベル、日本語吹替 - 川口調
2022年のアダム。12歳（2010年2月10日生まれ）。喘息持ちで小柄な体格なため、運動はしない。
ゲーム好きで、理系オタク
エリー・リード
演 - ジェニファー・ガーナー、日本語吹替 - 魏涼子
アダムの母親
ローラ・シェーン
演 - ゾーイ・サルダナ、日本語吹替 - 佐古真弓
アダムの妻。腕利きのタイムワープ操縦士
アカデミーでは、計算言語学専攻
ルイス・リード
演 - マーク・ラファロ、日本語吹替 - 宮内敦士
物理学教授
アダムが10歳ごろに事故で亡くなった。磁性粒子加速器"アダム・プロジェクト"を開発し、偶然、時間旅行技術を発明した。
マヤ・ソリアン
演 - キャサリン・キーナー、日本語吹替 - 宮寺智子（2050年時）/ 加藤有生子（2018年時）
2022年時はルイスの研究の出資者。ソリアン・テクノロジーズ社のCEO
2050年時は時間旅行技術を独占
クリストス
演 - アレックス・マラリ・ジュニア、日本語吹替 - 関口雄吾
2050年のアダムのアカデミーでの同期
タイムワープ操縦士で、ソリアンの護衛。アダムたちを執拗に追う。顔にアダムにつけられた怪我の痕が残っていて、恨みがある。
レイ
演 - ブラクストン・ビャーケン、日本語吹替 - 田村継
チャック
演 - カスラ・ウォン、日本語吹替 - 小薬英斗
デレク
演 - ベンジャミン・ウィルキンソン、日本語吹替 - 左座翔丸
ポール
演 - ドナルド・セールス、日本語吹替 - 菊池通武
その他のキャスト：堀総士郎、石井未紗、白石兼斗

### 日本語版スタッフ
- 日本語字幕：天野優未
- スタジオ：ハーフ エイチ・ピースタジオ
- 翻訳：野口尊子
- 演出：髙田浩光
- 調整：Formosa Group
- 録音：手塚孝太郎
- 録音：平瀬壮大
- 録音：木村翔
- 制作進行：臼杵俊之

## 用語
- フィックスタイム

正統な時間軸のこと
時間は通常一本の時間軸しかないため、仮に別時代の同一人物同士が出会っても、お互いが元の時代に戻ると、時間軸の調整能力により記憶は修正される。そのため、未来の自分が過去において未来の自分と出会ったときの記憶はなくなるので、そのときにあった出来事の記憶は保持していない。
フィックスタイム外の時間軸で死ぬと、消滅する
- マグシル

両側から伸縮自在の棒が伸びる武器。違うタイプも存在する。
衝撃波を出して、相手をひるませたり、斬撃で攻撃する。また、衝撃波を利用して、シールドのように使用することも可能。
2022年のアダムからは、「ライトセーバー」と形容された。
- パラレル・コンタクト

時間の流れに深刻な影響を与える可能性がある
- アダム・プロジェクト

強力なパルスでワームホールを作る理論をもとに開発された時間旅行技術
- 2050年

時間旅行技術が発明されたせいで「ターミネーター」世界における荒廃した未来世界以上の世界となっている。
- ISPCA（Infinitely Shifting Plasma Containing Algorithm）

無限シフトプラズマ含有アルゴリズム。ワームホールを安定させ、時間旅行を可能とする数式

## 製作
T・S・ノーリンによって書かれたスペックスクリプトであるこのプロジェクトは、2012年10月に『Our Name Is Adam』として最初に発表された。パラマウントピクチャーズは映画の入手に興味を持ち、主演をトム・クルーズにすることを望んでいた 。
後に、この映画の企画は2020年7月にNetflixに移され、ショーン・レヴィが監督を、ライアン・レイノルズが主演を務めることで復活を果たした。脚本の最新の原稿は、ノーリン、ジェニファー・フラケット、マーク・レビンによる以前の脚本を基にしてジョナサン・トロッパーによって書かれた。11月には、ジェニファー・ガーナー、ゾーイ・サルダナ、マーク・ラファロ、キャサリン・キーナー、アレックス・マラリ・ジュニア、ウォーカー・スコベルがキャストに加わった 。
撮影は2020年11月にカナダのブリティッシュコロンビア州バンクーバーで開始された。

## 評価
レビュー・アグリゲーターのRotten Tomatoesでは205件のレビューで支持率は68%、平均点は6.20/10となった。Metacriticでは48件のレビューを基に加重平均値が55/100となった。